# Eutrapela clemataria
Eutrapela clemataria är en fjärilsart som beskrevs av Abbott och Smith 1797. Eutrapela clemataria ingår i släktet Eutrapela och familjen mätare. Inga underarter finns listade i Catalogue of Life.